# Ranitidin
A ranitidin (INN: ranitidine) gyors hatású, specifikus hisztamin (H2) antagonista. Gátolja a bazális és pl. a hisztamin, a pentagasztrin és a táplálék által stimulált gyomorsav-szekréciót, hatása alatt mind a savmennyiség, mind kismértékben a pepszinmennyiség és a gyomornedvtérfogat is csökken. A ranitidin hatása viszonylag hosszan tartó, egyetlen 150 mg adag 12 órán át szupprimálja a gyomorsav termelését.
Klinikai vizsgálatok igazolják, hogy az amoxicillin és metronidazol ranitidinnel kombinálva a betegek kb. 90%-ában felszámolja a Helicobacter pylori-fertőzést. A kombináció szignifikánsan csökkenti a nyombélfekély kiújulásának gyakoriságát. A nyombélfekélyes betegek 95%-a, a gyomorfekélyes betegeknek pedig 80%-a fertőzött Helicobacter pylorival.
A VIII. Magyar Gyógyszerkönyvben Ranitidini hydrochloridum    néven hivatalos.  

## Hatása
A ranitidin szelektíven és kompetitíven gátolja a gyomornyálkahártya H2 (hisztamin) receptorait. Ez elsősorban az éjszakai kiválasztás szuppressziója révén csökkenti az egész napi H+ hatást, mérsékli a nyugalmi gyomorsavtermelést, valamint a hisztamin, a pentagasztrin, a koffein, az inzulin és a táplálékfelvétel által kiváltott savszekréciót. A pepszin elválasztását is csökkenti, de a mucintermelést nem érinti. A hasnyálmirigy enzim- és bikarbonát- kiválasztását nem változtatja meg.
Alacsonyabb pepszin kiáramlást is okoz (különösen a gyomornedvtermelés mérséklése útján, magát a pepszinszekréciót nem befolyásolja), és a gyomor pH emelésével csökkenti a pepszinogén pepszinné történő átalakulását. 
A ranitidin megemeli a gasztrin szintet, de az a kezelés befejezése (szüneteltetése) után visszatér a kiindulási értékre. Nem befolyásolja a tesztoszteron, LH és FSH szintet. Intravénás adagolást követően enyhén emelkedik a prolaktin szint, de ez szájon át történő alkalmazáskor nem fordul elő. A ranitidin enyhe acetilkolin-észteráz gátló hatással bír.
Csak minimálisan befolyásolja a májsejtek mikroszomális enzimrendszerét, ezért a cimetidinnel ellentétben lényegében nincs hatással az egyidejűleg alkalmazott gyógyszerek oxidatív metabolizmusára.

## Védjegyzett készítmények
- Histac
- Huma-Ranidine
- Ranitic
- Ranitidin-B (Biogal)
- Ulceran
- Ulcosin
- Umaren
- Zantac
- Pylorid
- xanomel